# García (Venezuela)
García é um município da Venezuela localizado no estado de Nueva Esparta.
A capital do município é a cidade de El Valle del Espíritu Santo.